# آبسکون

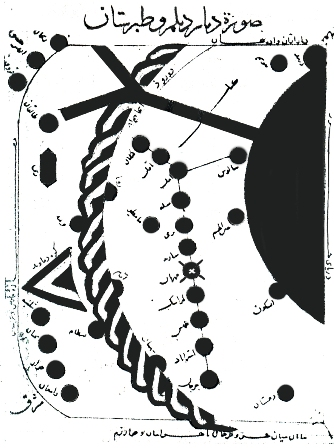
آبسکون در نقشه اصطخری

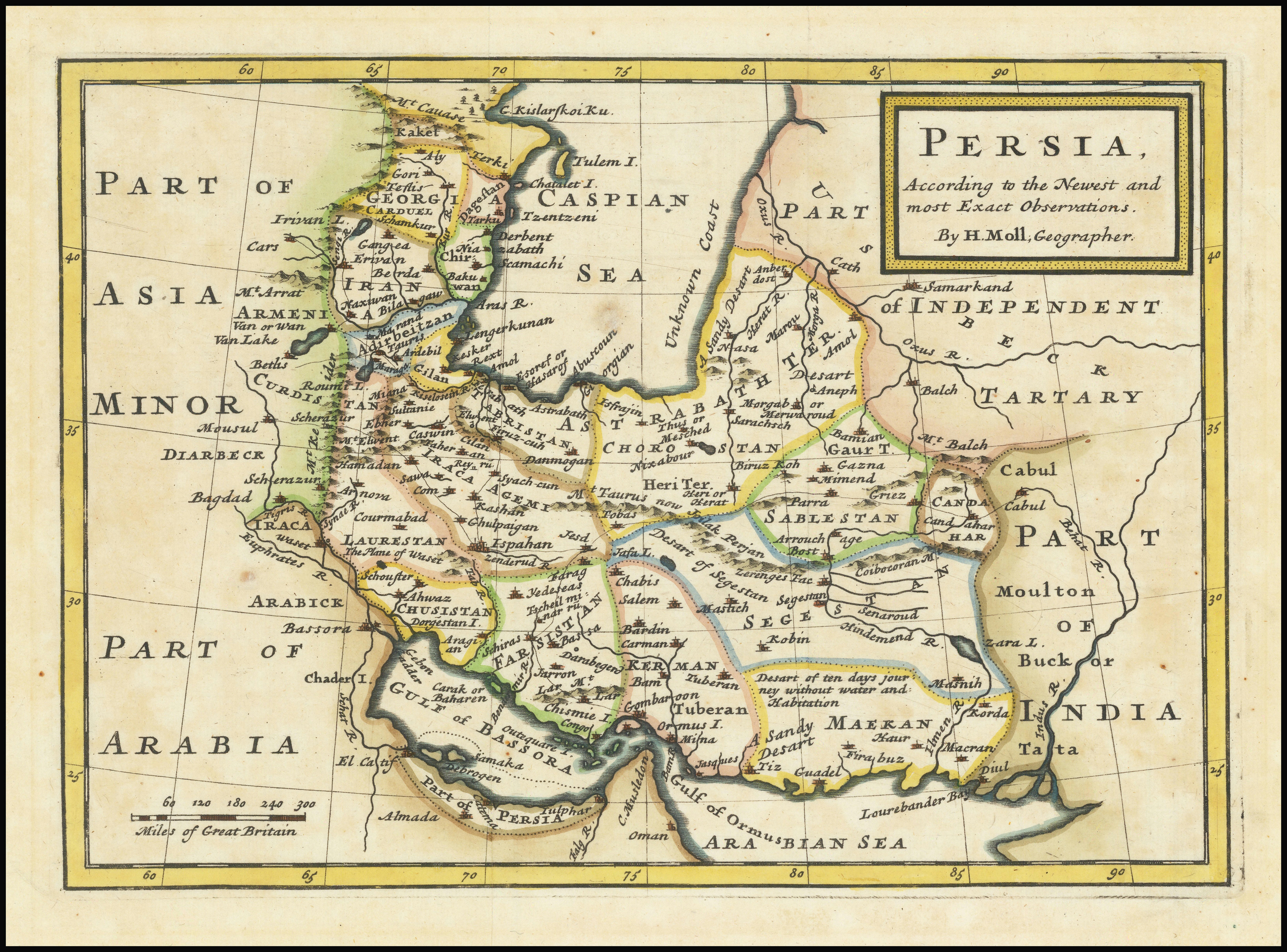
موقعیت آبسکون در نقشه‌ای قدیمی

آبسِکون یا آبَسْکون، یا آبُسْکون یا آبِسْکون، دریا یا جزیره یا بندرگاهی کهن که در جنوب شرقی دریای خزر و شمال غربی استراباد در مصبّ رود گرگان که جغرافی‌دانان متقدم طول شرقی آن را ۷۹ و ۴۵ و عرض شمالی آن را ۳۷ و ۱۰ یا ۱۵ تعیین کرده‌اند.
اکنون محل دقیق آبسکون شناخته نیست و کسانی آبسکون را در محل روستای خواجه نفس کنونی یا جزایر آشوراده می‌دانند، ولی حدس بارتولد که آن را در حدود گمش تپه یا گمیشان می‌داند، با توجه به طول و عرض جغرافیایی این دو منطقه، از اعتبار بیشتری برخوردار است. گذشته از آن، روایات مورخان و جغرافی‌دانان در اینکه آبسکون بندرگاهی بر کران دریا یا یکی از جزایر خزر بوده‌است، با یکدیگر اختلاف دارد. به هر حال، برخی آن را جزیره دانسته‌اند که محمد خوارزمشاه به آنجا گریخته تا از دست مغولان در امان بماند. اما از قراین دیگر تاریخی، از جمله اشارت دو مأخذ کهن (مسعودی و اصطخری) و نیز نقشه‌های جغرافی‌دانانی چون ابن حوقل و اصطخری بر می‌آید که آبسکون بندرگاهی پراهمیت بوده‌است و همین امر سبب شده که دریای خزر نام آن را برگیرد و در بسیاری از مآخذ تاریخی از آن به نام «دریای آبسکون» یاد شود. توضیح این تناقض به این صورت ممکن است که «جزیره دریای آبسکون» را کوتاه کرده و جزیره آبسکون نامیده‌اند. به هر حال، در سده چهارم هجری آبسکون بندری بزرگ و معتبر بود که افزون بر اهمیت بازرگانی و مرکزیت تجارتی، خط دفاعی در برابر ترکمان‌ها هم به شمار می‌رفته، و نیز راه ارتباطی شرق خزر به باب‌الابواب، گیلان، دیلم و بسیاری از سواحل دریای خزر بوده‌است.
بندرگاه شهر گرگان و استرآباد در دریای خزر جزیره آبسکون بود که با هر یک از این دو شهر هر یک روز راه فاصله داشته و ظاهراً در طی قرون هفتم پس از فتنه مغول آب آن را فراگرفته و پوشانیده است. در کتاب اصطخری ابن حوقل در قرن چهارم ذکر شده که آبسکون بازار بزرگی برای دادوستد ابریشم است و از ثغوریست که در مقابل ترکان و قبائل غز قرار دارد و بندر مهم تجارتی سواحل دریای خزر است که از آنجا به گیلان حمل‌ونقل تجارتی می‌شود. دژ محکمی که از آجر ساخته شده شهر را محافظت می‌کند و مسجد آن در بازار است. مقدسی آن را لنگرگاه بزرگ گرگان و دریای خزر دانسته است. یاقوت گوید دریای خزر را غالباً دریای آبسکون می‌نامند. آبسکون آخرین پناهگاه سلطان محمد خوارزمشاه آخرین پادشاه سلسله خوارزمشاهیان که از مقابل اردوی مغول فرار کرد و در سال ۶۱۷ در آنجا با مذلت جان سپرد واقع گردید. 
رضاقلی خان هدایت در سفارت‌نامه خوارزم می‌گوید که آبسکون نام رودی در سه فرسخی استراباد است که از سوی خوارزم می‌آید و به دریای خزر می‌ریزد و محل ریختن آن را «آب سکون» نیز گویند. هم او می‌گوید که چون حاکم مازندران خواست برکنار دریا بنایی بسازد، آثاری ظاهر شد و هدایت حدس می‌زند که آن آثار، بقایای آبسکون کهن است، اما از آن پس چیزی از آثار مزبور یا بندرگاه آبسکون برجای نیست.
به‌نقل از ظهیرالدین مرعشی، منوچهر رودخانه موز که منشا آبسکون است را به دریای آبسِکون وصل کرد.
همچنین آبسکون جزیره ای بود که سلطان محمد خوارزمشاه بعد از هجوم چنگیز به آنجا پناه برد و در همان جا در گذشت.
در سفرنامه ناصر خسرو نیز از آبسکون به دریا یاد شده است، ناصر خسرو  در فصل ۹ سفرنامه ی خود چنین می نویسد:
چون از آن جا برفتم نشیبی قوی بود چون سه فرسنگ برفتم دیهی از حساب طارم بود برزالحیر می‌گفتند. گرمسیر و درختان بسیار از انار و انجیر بود و بیش تر خودروی بود.
و از آن جا برفتم رودی بود که آن را شاه رود می‌گفتند.
بر کنار دیهی بود که خندان می‌گفتند و باج می‌ستاندند از جهت امیر امیران و او از ملوک دیلمیان بود و چون آن رود از این دیه بگذرد به رودی دیگر پیوندد که آن را سپید رود گویند و چون هردو رود به هم پیوندند به دره ای فرود رود که مشرق است از کوه گیلان و آن آب به گیلان می‌گذرد و به دریای آبسکون رود و گویند که هزار و چهارصد رودخانه در دریای آبسکون ریزد، و گفتند یکهزار و دویست فرسنگ دور است، و در میان دریا جزایر است و مردم بسیار و من این حکایت را از مردم شنیدم.